# Ambivere
Ambivere (lombardul: Imbìer) település Olaszországban, Lombardia régióban, Bergamo megyében. Lakosainak száma 2342 fő (2023. január 1.). Ambivere Pontida, Mapello, Palazzago és Sotto il Monte Giovanni XXIII községekkel határos.

## Népesség
A település népességének változása:
| Lakosok száma | 2384 | 2348 | 2342 |
|               | 2017 | 2018 | 2023 |